# Conus purpurascens
Conus purpurascens, cuyo nombre común es cono morado, es una especie de caracola marina, un molusco gasterópodo marino de la familia de los cónidos, los caracoles conos. Al igual que todas las especies del género Conus, estos caracoles son depredadores y venenosos. Pueden picar a los seres humanos, por lo cual los vivos deben manipularse con extremo cuidado, porque de su veneno se extrae la toxina Conantokin-P.

## Descripción
El tamaño de sus caparazones varía entre 33 mm y 80 mm, es ancho en su extremo superior y cuenta con una aguja recia y estriada. El estriado de su caparazón a veces presenta un granulado. El caparazón presenta manchas blancas o violáceas, o también marrones y verdosas, con finas líneas. En el centro tiene a veces una banda blanca de forma irregular.

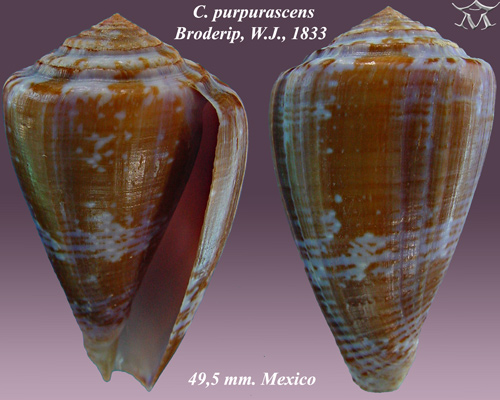
Conus purpurascens Broderip, W.J., 1833
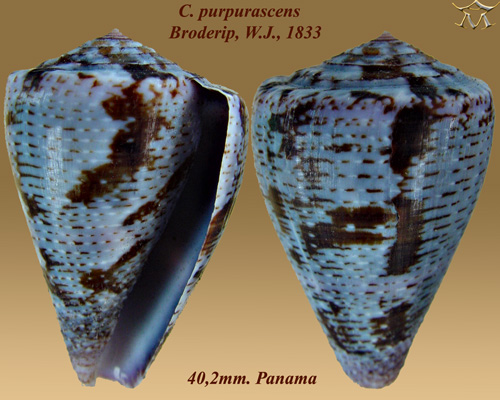
Conus purpurascens Broderip, W.J., 1833
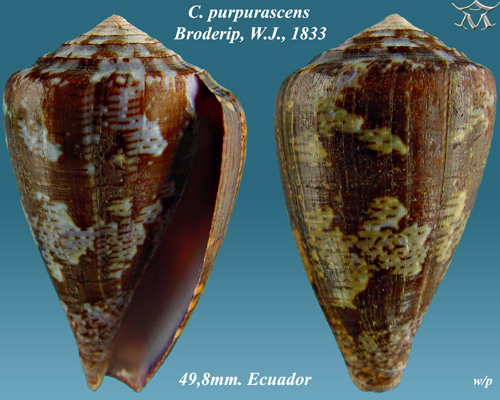
Conus purpurascens Broderip, W.J., 1833
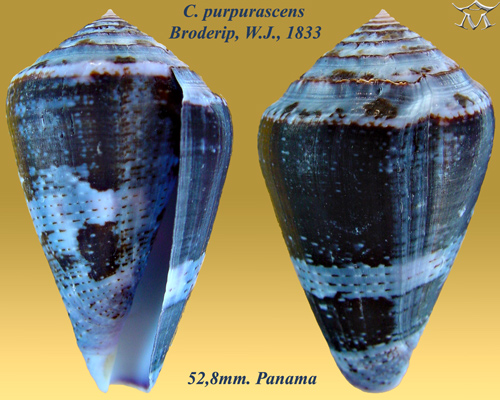
Conus purpurascens Broderip, W.J., 1833

## Distribución
La especie se puede encontrar en el océano Pacífico Central, frente a las islas Galápagos y en el golfo de California, México.